# Jaroslav Rudiš

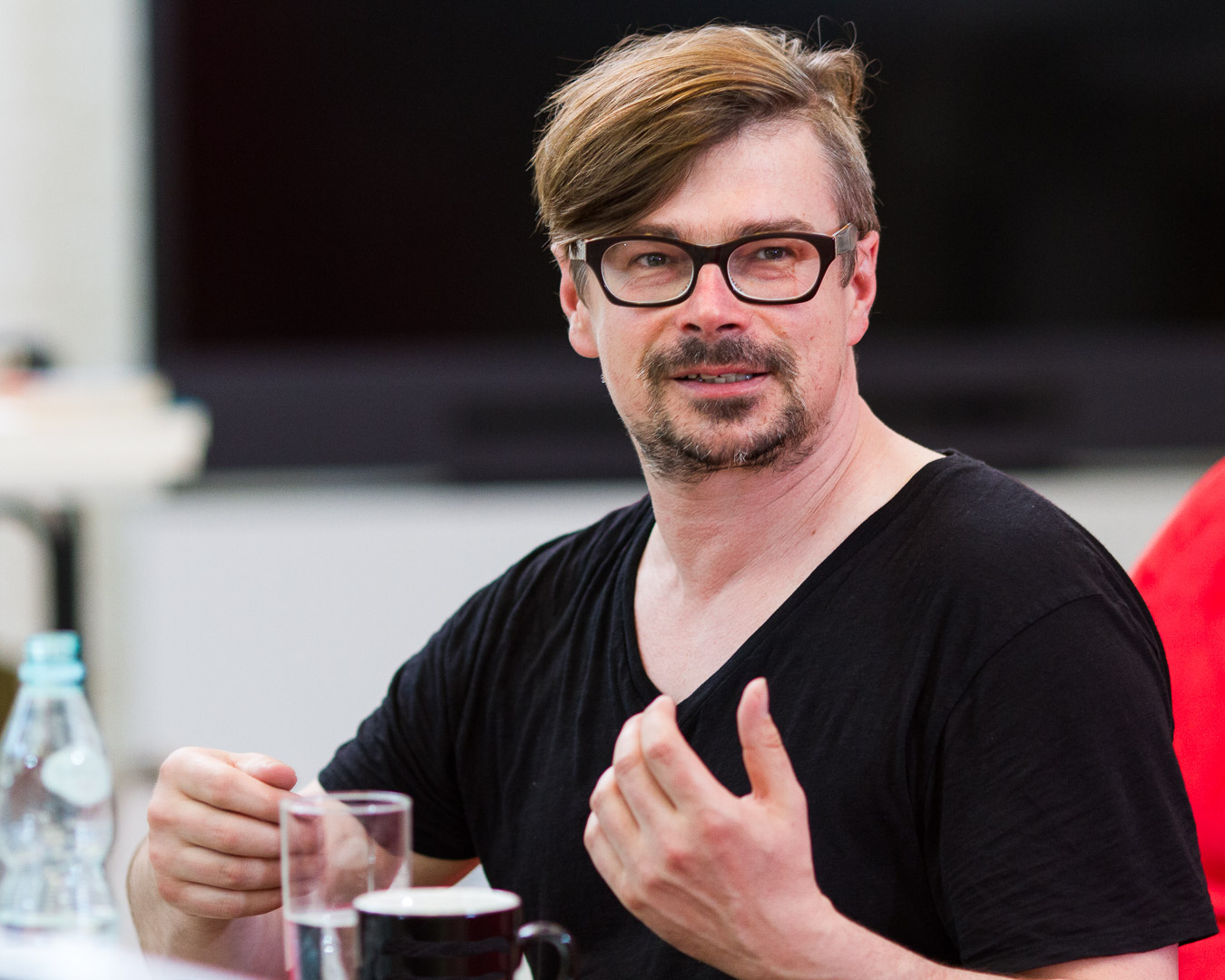
Jaroslav Rudiš in Breslau (2015)

Jaroslav Rudiš (* 8. Juni 1972 in Turnov, Okres Semily, Tschechoslowakei) ist ein tschechischer Schriftsteller, Dramatiker und Drehbuchautor, der in tschechischer und deutscher Sprache schreibt.

## Leben
Rudiš wuchs in Lomnice nad Popelkou auf und besuchte in Turnov das Gymnasium. Er studierte zunächst in Liberec, Zürich und Prag Germanistik, Geschichte und Journalistik, bevor er durch ein Journalisten-Stipendium nach Berlin kam. In Berlin entstand sein Erstlingsroman Der Himmel unter Berlin (Nebe pod Berlínem, 2002). Für dieses Buch erhielt Rudiš im Jahre 2002 den Jiří-Orten-Preis.
Er arbeitete längere Zeit als Kulturredakteur für die Tageszeitung Právo und lebt seit 2006 als freier Schriftsteller und Journalist in Prag.
Im September 2006 erschien im Prager Verlag Labyrint sein zweiter Roman Grandhotel; parallel kam die Verfilmung des Stoffs, in welcher Rudiš selbst in einer Nebenrolle mitwirkte, in die tschechischen Kinos und war auch auf der Berlinale zu sehen. Die deutsche Übersetzung von Grandhotel kam Anfang Dezember 2008 in den Buchhandel. 2007 erschien außerdem in Tschechien sein dritter Roman mit dem Titel Potichu (Die Stille), welcher von der tschechischen Kritik positiv aufgenommen wurde.
Den folgenden Roman Winterbergs letzte Reise verfasste Rudiš in deutscher Sprache. Er wurde für den Preis der Leipziger Buchmesse 2019 nominiert und erlebte mehrere Übersetzungen. In diesem Buch liefert Rudiš eine spannende Eisenbahnreise seines namensgebenden Protagonisten durch die mitteleuropäische Geschichte des 20. Jahrhunderts anhand der letzten Auflage des Baedekers für Österreich-Ungarn von 1913, das im Ergebnis des Ersten Weltkriegs untergegangen ist.
Der Autor arbeitet auch im dramatischen Bereich; gemeinsam mit Petr Pýcha hat er mehrere Theaterstücke verfasst, die u. a. an Theatern in Prag und Ústí nad Labem zu sehen waren. In letzter Zeit schreibt Rudiš auch auf Deutsch; gemeinsam mit dem Leipziger Autor Martin Becker hat er das Hörspiel Lost in Praha geschrieben, welches am 1. April 2008 beim Westdeutschen Rundfunk seine Erstsendung hatte. Außerdem schrieben beide Autoren an einem Libretto zu einer Oper über das Jahr 1968, welche ebenfalls 2008 in Prag und Berlin uraufgeführt wurde.

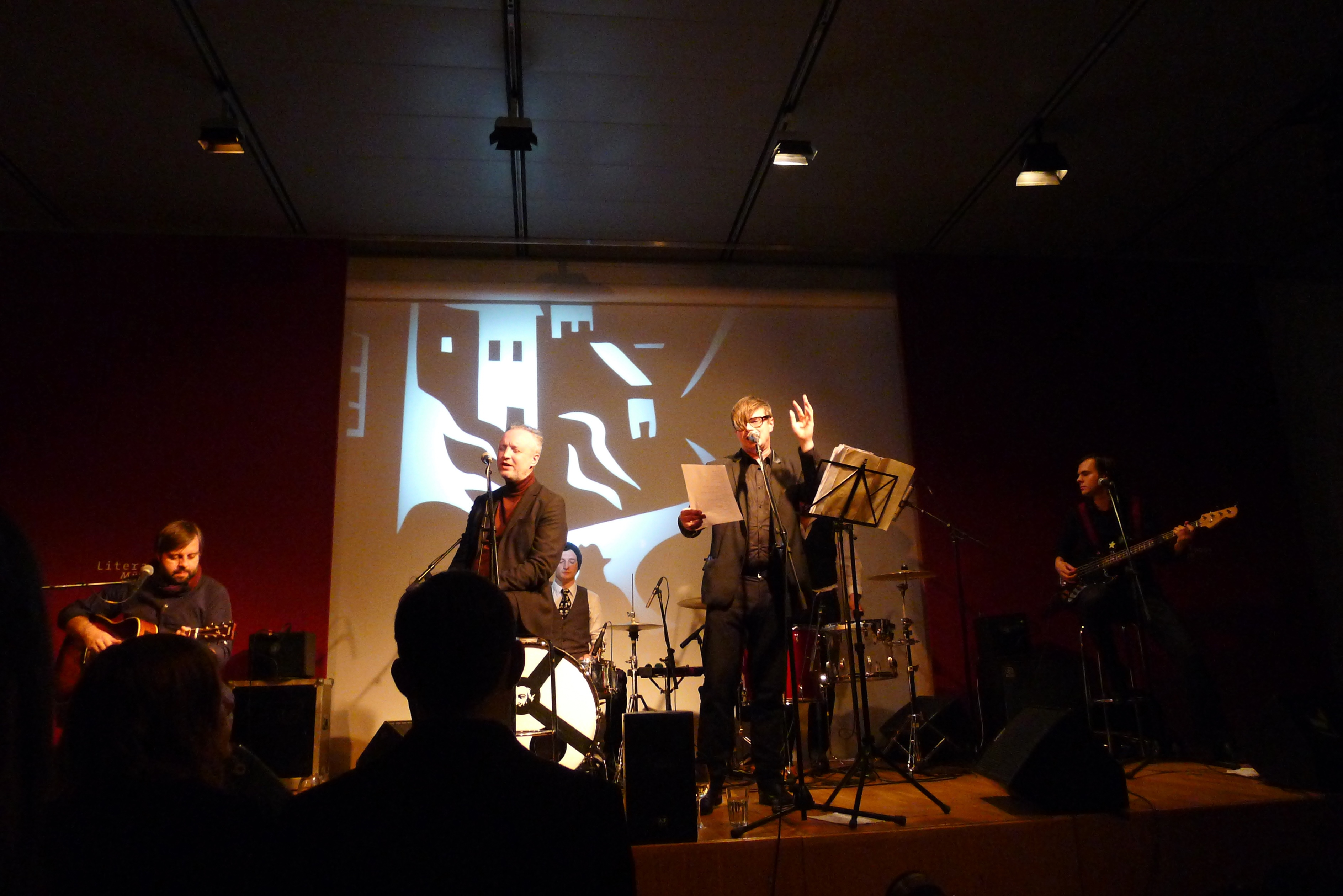
Die Kafka Band 2014 im Münchner Literaturhaus.

Neben seiner schriftstellerischen Tätigkeit hat Rudiš durch die Comicfigur Alois Nebel, die er gemeinsam mit dem tschechischen Rocksänger und Zeichner Jaromír Švejdík entworfen hat, viel Popularität erfahren. Neben wöchentlichen Comicstrips liegt mittlerweile auch ein kompletter Comicband auf Englisch vor. Eine deutsche Übersetzung ist im Jahr 2012 erfolgt. Zusammen mit Jaromír Švejdík und seinem Verleger Joachim Dvořák hat Rudiš im Winter 2007 die Band The Bombers gegründet, deren erste CD in Tschechien erschienen ist. 2014 gründete er die Kafka Band, mit der er die drei Romane Franz Kafkas vertont hat (Das Schloss, 2014; Amerika, 2019, Der Process, 2023). Der Band gehören neben Rudiš Petr Weiser, Zdeněk Jurčík, Tomáš Neuwerth, Lukáš Morávek, Dušan Neuwerth und Jaromír Švejdík an. Das Schloss und Amerika wurden als szenisches Konzert im Theater Bremen aufgeführt.
Die Werke Rudiš’ wurden ins Deutsche, Französische, Englische, Niederländische, Spanische, Polnische und Finnische übersetzt.

## Auszeichnungen und Ehrungen
Ende 2007 wurde Rudiš gemeinsam mit Vertretern aus Politik und Gesellschaft in die Reihe der dreißig wichtigsten Persönlichkeiten Tschechiens gewählt. 2014 wurde Rudiš mit dem internationalen Usedomer Literaturpreis ausgezeichnet. 2018 erhielt er den Preis der Literaturhäuser und 2019 den Chamisso-Preis/Hellerau. Sein 2019 erschienener Roman Winterbergs letzte Reise wurde auf der Leipziger Buchmesse in der Kategorie „Belletristik“ nominiert. Für seinen Beitrag zur Verständigung von Tschechen und Deutschen wurde der Autor von Bundespräsident Frank-Walter Steinmeier mit dem Verdienstorden der Bundesrepublik Deutschland ausgezeichnet. Im Jahr 2021 bekam er den Preis des Schwäbisch Haller Comburg-Stipendiums verliehen. Rudiš ist Träger des Karel-Čapek-Preises 2022. Die Brauerei seiner Heimatstadt Lomnice widmete Rudiš 2023 eine Weizenbiersorte mit seinem Gesicht auf dem Etikett. Der Mörike-Preis der Stadt Fellbach wurde ihm für das Jahr 2024 zuerkannt; für dasselbe Jahr ist der Autor auch Träger des Calwer Hermann-Hesse-Stipendiums. Am Staatsfeiertag desselben Jahres erhielt er neben seiner Kollegin Radka Denemarková die Verdienstmedaille ersten Grades von Staatspräsident Petr Pavel überreicht.

## Werke

### Romane und andere Prosawerke
- Nebe pod Berlínem. (2002; dt. Der Himmel unter Berlin, 2004).
- Grandhotel. (2006; dt. Grandhotel, 2008).
- Alois Nebel. (zusammen mit Jaromír 99) (2006; dt. 2012).
  - als Animationsfilm ausgezeichnet im Jahre 2012: Europäischer Filmpreis/Bester Animationsfilm.
  - in Tschechien ursprünglich in drei Bänden: Bílý potok. (2003), Hlavní nádraží. (2004), Zlaté Hory. (2005).
- Potichu. (2007; dt. Die Stille in Prag, 2012).
- Alois Nebel. Na trati. (2008; dt. Alois Nebel. Leben nach Fahrplan., 2013).
- Konec punku v Helsinkách. (2010).
  - dt. Vom Ende des Punks in Helsinki. Luchterhand, München 2014, ISBN 978-3-630-87431-9.
- Národní třída. (2013).
  - dt. Nationalstraße. Luchterhand, München 2016, ISBN 978-3-630-87442-5 (2019 verfilmt).
- Der Besuch  von Herrn Horváth. Kurzprosa. Edition Thanhäuser, Ottensheim 2018, ISBN 978-3-900986-92-6.
- Winterbergs letzte Reise. Luchterhand, München 2019, ISBN 978-3-630-87595-8.
- Gebrauchsanweisung fürs Zugreisen. Piper, München 2021, ISBN 978-3-492-27749-5.[8]
- Weihnachten in Prag. Illustrationen von Jaromír99. Luchterhand, München 2023, ISBN 978-3-630-87754-9.
- Zug um Zug durch Europa. Von Nachtzügen, Speisewagen und den schönsten Bahnhöfen. Malik, München 2023, ISBN 978-3-89029-585-5 (Neuausgabe von Gebrauchsanweisung fürs Zugreisen ergänzt um zahlreiche Fotografien).

### Theaterstücke/Hörspiele/Oper/Comics
- Der Himmel unter Berlin (Ursendung: 2005 1Live, Regie: Leonhard Koppelmann)
- Alois Nebel (zusammen mit Jaromír Švejdík) (Uraufführung: 2005)
- Léto v Laponsku (Sommer in Lappland) (zusammen mit Petr Pýcha) (Uraufführung: 2006)
- Strange Love (zusammen mit Petr Pýcha) (Uraufführung: 2007)
- Lost in Praha (zusammen mit Martin Becker) (Ursendung: Frühjahr 2008 bei WDR3 und 1Live)
- 1968 Opera (zusammen mit Martin Becker) (Uraufführung: Herbst 2008)
- Plattenbaucowboys (zusammen mit Martin Becker) (Hörspiel, WDR 2011)
- Das Schloss. Ein szenisches Konzert (zusammen mit der Kafka Band nach dem Roman von Franz Kafka) (Uraufführung: Theater Bremen, September 2015)
- Grandhotel (Hörspiel, Regie: Dieter Lohr, LOhrBär-Verlag, Regensburg 2017, ISBN 978-3-939529-17-0.)
- Böhmisches Paradies (Uraufführung: Deutsch-Sorbisches Volkstheater Bautzen, Februar 2019)
- Nachtgestalten (zusammen mit Nicolas Mahler) Luchterhand, München 2021, ISBN 978-3-630-87638-2.